# 5-HT6 receptor
5-6 receptor je tip 5- receptora za koji se vezuje endogeni neurotransmiter serotonin (5-hidroksitriptamin, 5-HT). On je G protein-spregnuti receptor koji deluje kroz  i posreduje ekscitatornu neurotransmisiju.  je i oznaka za humani gen koji kodira ovaj receptor.

## Distribucija
5-6 receptor je skoro isključivo izražen u mozgu. On je distribuiran u više oblasti, među kojima su mirisne tuberkule, cerebralni korteks (frontalni i entorinalni regioni), nucleus accumbens, striatum, caudate nucleus, hipokampus, i mali mozak. Usled njegove zastupljenosti u ekstrapiramidalnim, limbičnim, i korteksnim regionima smatra se da 5-HT6 receptor učestvuje u motornoj kontroli, emocionalnosti, kogniciji, i memoriji.

## Funkcija
Za blokadu centralnih 5-HT6 receptora je pokazano da povišava glutamatergičku i holinergičku neurotransmisiju u više oblasti mozga, dok aktivacija uvećava opštu GABA signalizaciju. Antagonizam 5-HT6 receptora takođe omogućava otpuštanje dopamina i norepinefrina frontalnom korteksu, dok stimulacija ima suprotni efekat.

## Ligandi
Velik broj selektivnih 5-HT6 liganda je razvijen.

### Puni agonisti
- - potentan i selektivan 5HT6 agonist[21]
- 2-Etil-5-metoksi-N,N-dimetiltriptamin (EMDT)[22]
- [12]
- [12]
- 1-(6-hloroimidazo[2,1-b][1,3]tiazol-5-sulfonil)triptamin (jedinjenje 11q)[23]
- -(inden-5-il)imidazotiazol-5-sulfonamid (43):  = 4.5nM,  = 98%[24]
- - Pun agonist na ljudskim 5-HT6 receptorima

### Parcijalni agonisti
- [25]
- [26]

### Antagonisti
- [27]
- [28]
- - mešoviti 5-HT6 / 5-HT7 antagonist
- Latrepirdin (nije selektivan)[29] i analozi[30]
- Atipični antipsihotici (olanzapin, asenapin, klozapin)
- [31]

## Dodatna literatura
- Hoyer D, Hannon JP, Martin GR (2002). „Molecular, pharmacological and functional diversity of 5-HT receptors.”. Pharmacol. Biochem. Behav. 71 (4): 533—54. PMID 11888546. doi:10.1016/S0091-3057(01)00746-8.
- Raymond, JR; Mukhin, YV; Gelasco, A;  . (2002). „Multiplicity of mechanisms of serotonin receptor signal transduction.”. Pharmacol. Ther. 92 (2-3): 179—212. PMID 11916537. doi:10.1016/S0163-7258(01)00169-3.
- Van Oekelen D, Luyten WH, Leysen JE (2003). „5-HT2A and 5-HT2C receptors and their atypical regulation properties.”. Life Sci. 72 (22): 2429—49. PMID 12650852. doi:10.1016/S0024-3205(03)00141-3.
- Dubertret, C; Hanoun, N; Adès, J;  . (2004). „Family-based association study of the serotonin-6 receptor gene (C267T polymorphism) in schizophrenia.”. Am. J. Med. Genet. B Neuropsychiatr. Genet. 126 (1): 10—5. PMID 15048641. doi:10.1002/ajmg.b.20120.
- Ullmer C, Schmuck K, Kalkman HO, Lübbert H (1995). „Expression of serotonin receptor mRNAs in blood vessels.”. FEBS Lett. 370 (3): 215—21. PMID 7656980. doi:10.1016/0014-5793(95)00828-W.
- Kohen, R; Metcalf, MA; Khan, N;  . (1996). „Cloning, characterization, and chromosomal localization of a human 5-HT6 serotonin receptor.”. J. Neurochem. 66 (1): 47—56. PMID 8522988. doi:10.1046/j.1471-4159.1996.66010047.x.
- Orlacchio, A; Kawarai, T; Paciotti, E;  . (2002). „Association study of the 5-hydroxytryptamine(6) receptor gene in Alzheimer's disease.”. Neurosci. Lett. 325 (1): 13—6. PMID 12023056. doi:10.1016/S0304-3940(02)00221-5.
- Strausberg, RL; Feingold, EA; Grouse, LH;  . (2003). „Generation and initial analysis of more than 15,000 full-length human and mouse cDNA sequences.”. Proc. Natl. Acad. Sci. U.S.A. 99 (26): 16899—903. PMC 139241 . PMID 12477932. doi:10.1073/pnas.242603899.
- Ham, BJ; Kim, YH; Choi, MJ;  . (2004). „Serotonergic genes and personality traits in the Korean population.”. Neurosci. Lett. 354 (1): 2—5. PMID 14698468. doi:10.1016/S0304-3940(03)00753-5.
- Bernotas, R; Lenicek, S; Antane, S;  . (2005). „1-(2-Aminoethyl)-3-(arylsulfonyl)-1H-indoles as novel 5-HT6 receptor ligands.”. Bioorg. Med. Chem. Lett. 14 (22): 5499—502. PMID 15482912. doi:10.1016/j.bmcl.2004.09.003.
- Gerhard, DS; Wagner, L; Feingold, EA;  . (2004). „The status, quality, and expansion of the NIH full-length cDNA project: the Mammalian Gene Collection (MGC).”. Genome Res. 14 (10B): 2121—7. PMC 528928 . PMID 15489334. doi:10.1101/gr.2596504.
- Kang, H; Lee, WK; Choi, YH;  . (2005). „Molecular analysis of the interaction between the intracellular loops of the human serotonin receptor type 6 (5-HT6) and the alpha subunit of GS protein.”. Biochem. Biophys. Res. Commun. 329 (2): 684—92. PMID 15737640. doi:10.1016/j.bbrc.2005.02.040.
- Tao, WA; Wollscheid, B; O'Brien R;  . (2005). „Quantitative phosphoproteome analysis using a dendrimer conjugation chemistry and tandem mass spectrometry.”. Nat. Methods. 2 (8): 591—8. PMID 16094384. doi:10.1038/nmeth776.
- Lorke DE, Lu G, Cho E, Yew DT (2006). „Serotonin 5-HT2A and 5-HT6 receptors in the prefrontal cortex of Alzheimer and normal aging patients.”. BMC neuroscience. 7: 36. PMC 1523198 . PMID 16640790. doi:10.1186/1471-2202-7-36.
- Yun, HM; Kim, S; Kim, HJ;  . (2007). „The novel cellular mechanism of human 5-HT6 receptor through an interaction with Fyn.”. J. Biol. Chem. 282 (8): 5496—505. PMID 17189269. doi:10.1074/jbc.M606215200.

## Spoljašnje veze
- „5-HT6”. IUPHAR Database of Receptors and Ion Channels. International Union of Basic and Clinical Pharmacology. Архивирано из оригинала 02. 04. 2015. г.
- serotonin+6+receptor на 